# Cupanoscelis heteroclita
Cupanoscelis heteroclita é uma espécie de coleóptero da tribo Eburiini (Cerambycinae); com distribuição na Argentina, Bolívia, Brasil e Paraguai.

## Sistemática
- Ordem Coleoptera
  - Subordem Polyphaga
    - Infraordem Cucujiformia
      - Superfamília Chrysomeloidea
        - Família Cerambycidae
          - Subfamília Cerambycinae
            - Tribo Eburiini
              - Gênero Cupanoscelis
                - C. heteroclita (Gounelle, 1909)